# بیلچه‌ایان
بیلچه‌ایان (نام علمی: Scaphidiinae) نام یک زیرخانواده از تیره سوسک‌های ولگرد است.

## نگارخانه

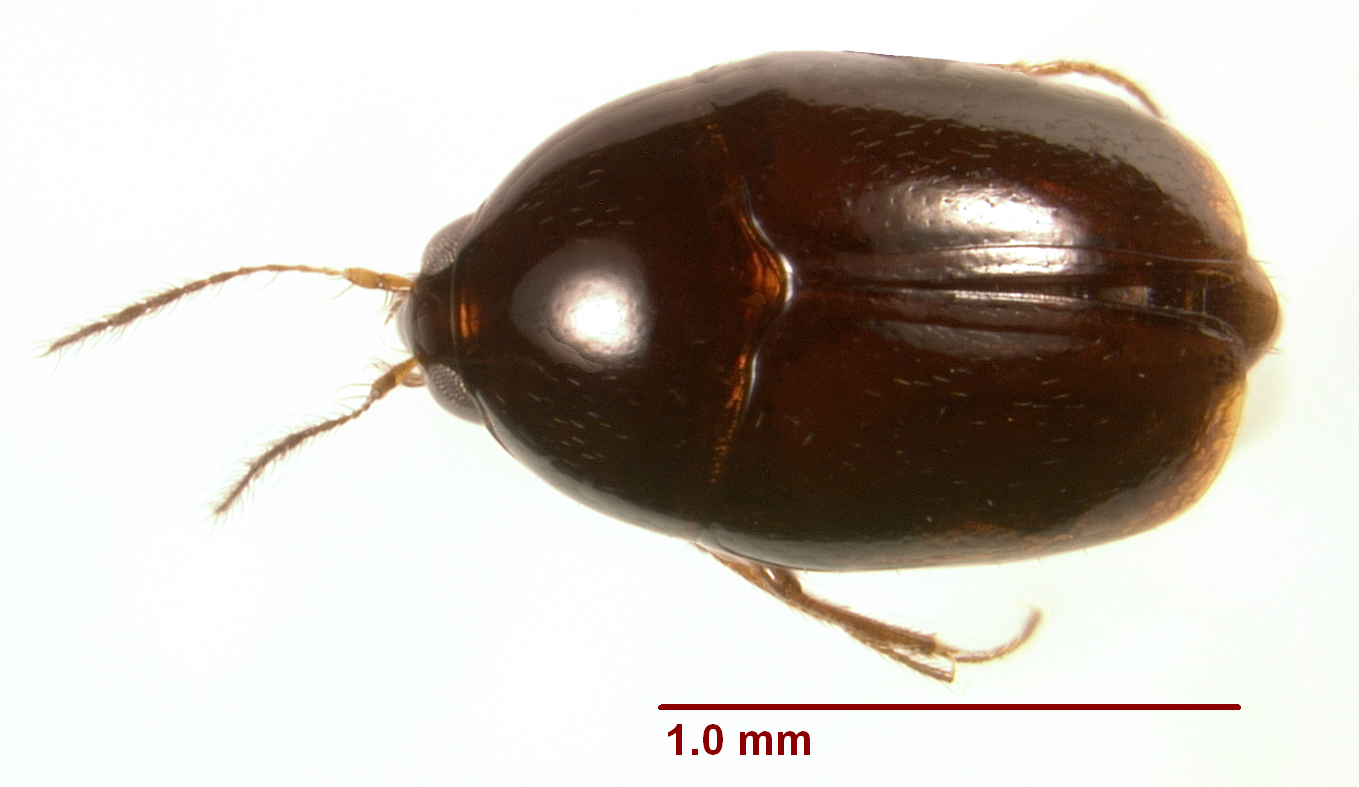